# Луций Корнелий Лентул Кавдин (консул 275 года до н. э.)
Луций Корнелий Лентул Кавдин (лат. Lucius Cornelius Lentulus Caudinus) (около 310 — после 275 года до н. э.) — римский военный и политический деятель, консул 275 года до н. э.
Луций Корнелий Лентул Кавдин был сыном Тиберия Корнелия Лентула и внуком Сервия Корнелия Лентула.
В 275 году до н. э. стал консулом, его коллегой был Маний Курий Дентат.
Вёл войну в Лукании против частей армии царя Пирра, а также самнитов и луканов, его италийских союзников. Вероятно, получил прозвище за покорение племени кавдинов и взятие города Кавдиума. За свои успехи в военных действиях был удостоен триумфа.